# Ланген, Ойген
Карл О́йген Ла́нген (нем. Carl Eugen Langen; 9 октября 1833, Кёльн — 2 октября 1895, Эльсдорф) — немецкий предприниматель, инженер, изобретатель. Известен своей совместной работой с Николаусом Отто над двигателем внутреннего сгорания, а также как автор системы монорельсовой подвесной дороги, реализованной в Вуппертале и Дрездене и первого коммерчески успешного способа производства кускового сахара (1874 год).

## Биография
Ойген Ланген родился 9 октября 1833 года в семье сахарного промышленника Иоганна Якоба Лангена (1794—1869). В 1857 году получил техническое образование в Политехникуме Карлсруэ.
В 1864 году Ойген Ланген и Николаус Отто начали работу по усовершенствованию газового двигателя внутреннего сгорания конструкции Этьена Ленуара. Ланген и Отто увидели огромный потенциал для развития двигателя Ленуара и уже через месяц совместно основали первый в мире завод по производству двигателей «N. A. Otto & Cie». В 1867 году на парижской всемирной выставке их атмосферный двигатель был удостоен золотой медали.
После банкротства первого завода в 1872 году, Ланген основал новую компанию для строительства газовых двигателей — «Gasmotoren-Fabrik Deutz AG», которая позже стала группой компаний «Klöckner-Humboldt-Deutz (KHD)», а сегодня известна как «Deutz AG».